# WTA-toernooi van Concord
Het WTA-toernooi van Concord is een jaarlijks terugkerend tennistoernooi voor vrouwen dat wordt georganiseerd in de Amerikaanse plaats Concord. De officiële naam van het toernooi is Thoreau Tennis Open.
De WTA organiseert het toernooi, dat in de categorie "WTA 125" valt en wordt gespeeld op hardcourtbanen.
In 2019 vond hier een $60k-ITF-toernooi plaats. In 2021 werd het opgewaardeerd tot WTA-toernooi – deze eerste WTA-editie werd gewonnen door de Poolse Magdalena Fręch. Na de tweede editie, gewonnen door de Amerikaanse Coco Vandeweghe, werd het toernooi niet voortgezet.

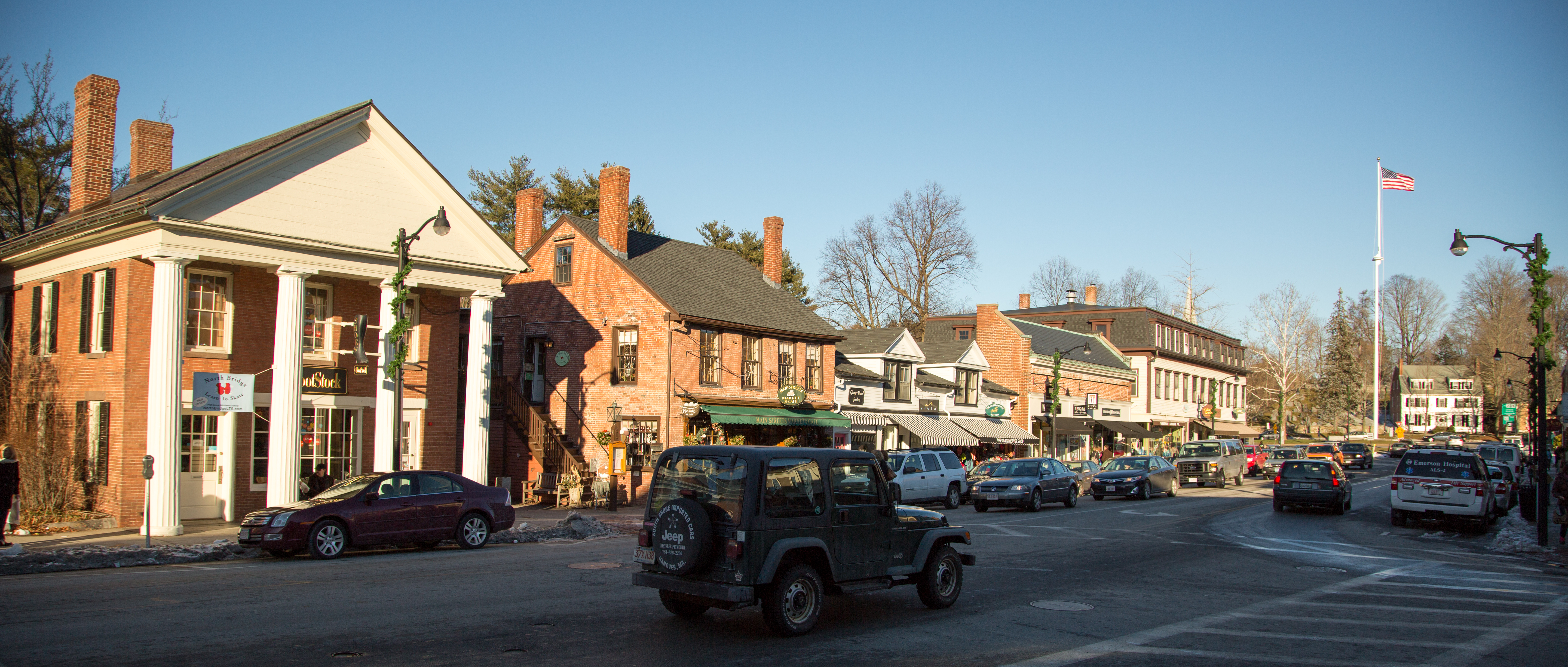
Aanzicht van Concord

## Enkel- en dubbelspeltitel in één jaar
| speelster       | in het jaar |
| --------------- | ----------- |
| Coco Vandeweghe | 2022        |

## Finales

### Enkelspel
| Datum      | Naam                | Cat.    | ($)     | Ondergrond        | Winnares        | Verliezend finaliste | Uitslag       |         |
| ---------- | ------------------- | ------- | ------- | ----------------- | --------------- | -------------------- | ------------- | ------- |
| 2021-08-02 | Thoreau Tennis Open | WTA 125 | 115.000 | hardcourt, buiten | Magdalena Fręch | Renata Zarazúa       | 6-3, 7-6      | details |
| 2022-08-08 | Thoreau Tennis Open | WTA 125 | 115.000 | hardcourt, buiten | Coco Vandeweghe | Bernarda Pera        | 6-3, 5-7, 6-4 | details |

### Dubbelspel
| Datum      | Naam                | Cat.    | ($)     | Ondergrond        | Winnaressen                      | Verliezend finalistes                | Uitslag          |         |
| ---------- | ------------------- | ------- | ------- | ----------------- | -------------------------------- | ------------------------------------ | ---------------- | ------- |
| 2021-08-02 | Thoreau Tennis Open | WTA 125 | 115.000 | hardcourt, buiten | Peangtarn Plipuech Jessy Rompies | Usue Maitane Arconada Cristina Bucșa | 3-6, 7-6, [10-8] | details |
| 2022-08-08 | Thoreau Tennis Open | WTA 125 | 115.000 | hardcourt, buiten | Varvara Flink Coco Vandeweghe    | Peangtarn Plipuech Moyuka Uchijima   | 6-3, 7-6         | details |